# Robert Cogoi
Robert Cogoi, eigentlich Mirko Kogoj (* 25. Oktober 1939 in Châtelet; † 14. Mai 2022 in Lobbes), war ein belgischer Sänger.

## Biographie
Kogoj wurde 1939 in Belgien als Sohn jugoslawischer Eltern geboren. 1961 nahm er an einem Gesangswettbewerb teil und bekam daraufhin seinen ersten Plattenvertrag mit Philips sowie ein Engagement bei RTL. 1962 belegte er den ersten Platz beim Grand Prix International des Variétés im Casino von Ostende. Kurz darauf erhielt er in Frankreich eine goldene Schallplatte für 100.000 verkaufte Exemplare seiner Single Si un jour. 1964 wurde er intern vom wallonischen Fernsehsender RTB  ausgewählt, Belgien beim Eurovision Song Contest zu vertreten. Als Beitrag wurde die vom Sänger selbst geschriebene Ballade Près de ma rivière gewählt. Beim Wettbewerb in Kopenhagen erhielt er zwei Punkte (einen aus Monaco und einen aus Portugal) und erreichte damit einen geteilten zehnten Platz unter 16 Teilnehmern. Er veröffentlichte bis Ende der 1960er Jahre weitere Singles. In Kanada hatte er mit den Titeln L’église, Pas une place pour me garer und Je m’sens très seul kleinere Erfolge. 1976 wirkte er als Komponist und Darsteller bei dem belgischen Film Les arpents dorés mit. Nachdem er sich für viele Jahre aus dem Showgeschäft zurückgezogen hatte, absolvierte er einen Gastauftritt beim belgischen Vorentscheid zum Eurovision Song Contest 2005.

## Diskografie
| - Je serais mieux chez moi… (1963) - Personne… (1964) - Les grands succès de Robert Cogoi (1964) - Je m’sens très seul (1964) - Robert Cogoi (1967) - Si un jour (1962) - Je m’sens très seul (1963) - Je serais mieux chez moi (1963) - Dou, dou, dou, doux (1963) - Près de ma rivière (1964) - Non, rien n’a changé (1964) - Quand le soleil dit bonjour aux montagnes (1964) - Attendez, attendez (1965) - Ça se voit sur ton visage (1965) - 8h, 11h10′, 15h23′ (1966) - J’avais besoin de parler à quelqu’un (1966) - La télé (1966) - Monica (1967) - Je te demande pardon (1967) | - Si un jour (1962) - Pardonnez-moi Seigneur (1962) - Je m’sens très seul (1963) - Tu mens, mon amour (1963) - Je fais serment (1963) - Dou, dou, dou, doux (1963) - Quand le soleil dit bonjour aux montagnes (1964) - Près de ma rivière (1964, außerhalb Kanadas nur als EP veröffentlicht) - Quand le jour se lève (1964, nur in Kanada) - Quand (1964, nur in Kanada) - Pas une place pour me garer (1966) - J’avais besoin de parler à quelqu’un (1966) - La télé (1966) - Pas une place pour me garer (1966, nur in Kanada) - Pour le meilleur et pour le pire (1967) - Je te demande pardon (1967) - L’église (1967, nur in Kanada) - El bandido (1967, nur in Kanada) - Gina (1968) - Mon île aux cocotiers (1968) - Au four et au moulin (1969) - Ma richesse (1969) |